# Кончешти (Ботошани)
Кончешти (рум. Conceşti) насеље је у Румунији у округу Ботошани у општини Кончешти. Oпштина се налази на надморској висини од 232 m.

## Становништво
Према подацима из 2002. године у насељу је живело 2063 становника, од којих су сви румунске националности.

### Хронологија
| Година       | 1992 | 1993 | 1994 | 1995 | 1996 | 1997 | 1998 | 1999 | 2000 | 2001 | 2002 | 2003 | 2004 | 2005 | 2006 | 2007 | 2008 | 2009 | 2010 | 2011 | 2012 | 2013 | 2014 | 2015 | 2016 | 2017 |
| ------------ | ---- | ---- | ---- | ---- | ---- | ---- | ---- | ---- | ---- | ---- | ---- | ---- | ---- | ---- | ---- | ---- | ---- | ---- | ---- | ---- | ---- | ---- | ---- | ---- | ---- | ---- |
| Становништво | 2400 | 2342 | 2314 | 2285 | 2215 | 2200 | 2190 | 2176 | 2157 | 2153 | 2136 | 2116 | 2115 | 2084 | 2092 | 2080 | 2054 | 2036 | 2013 | 1982 | 1976 | 1953 | 1945 | 1901 | 1947 | 1942 |